# Pelikanaalartige
Die Pelikanaalartigen (Saccopharyngoidei) oder Sackmaulähnlichen sind eine Unterordnung der Aalartigen, die sich dem Leben in der Tiefsee besonders angepasst haben.

## Merkmale
Neben ihrem riesigen Maul erscheint der Körper der Tiere sehr klein. Die Fische sind schuppenlos, es gibt auch keine Schwimmblase, keine Rippen und keine Schwanzflosse. Im Schädel sind viele Knochen reduziert oder verschwunden. Es ist schwierig, das verbliebene Skelett mit dem anderer Fische zu vergleichen und so auf Verwandtschaft zu schließen. Die Tatsache, dass die Larven denjenigen der Aale ähneln, deutet auf Verwandtschaft mit diesen hin. Es gibt keine Fossilien von Pelikanaalartigen.

## Äußere Systematik
Die Pelikanaalartigen wurden ursprünglich als eigene Ordnung, die Saccopharyngiformes geführt. Phylogenetisch stehen sie jedoch deutlich innerhalb der Aalartigen (Anguilliformes). In einer jüngsten Revision der Teleostei-Systematik werden sie deshalb als Unterordnung der Aalartigen geführt.
Die wahrscheinlichen verwandtschaftlichen Verhältnisse gibt folgendes vereinfachte Kladogramm wieder:
|  | \| \| Schnepfenaale (Nemichthyidae) \| \| \| \| \| \| Sägezahn-Schnepfenaale (Serrivomeridae) \| \| \| \| |
|  | |
|  | Flussaale (Anguillidae)                                                                                   |
|  | |
|  | Schnepfenaale (Nemichthyidae)                                                                             |
|  | |
|  | Sägezahn-Schnepfenaale (Serrivomeridae)                                                                   |
|  | |

|  | Schnepfenaale (Nemichthyidae)           |
|  |                                         |
|  | Sägezahn-Schnepfenaale (Serrivomeridae) |
|  |                                         |

|  | \| \| Schnepfenaale (Nemichthyidae) \| \| \| \| \| \| Sägezahn-Schnepfenaale (Serrivomeridae) \| \| \| \| |
|  | |
|  | Flussaale (Anguillidae)                                                                                   |
|  | |
|  | Schnepfenaale (Nemichthyidae)                                                                             |
|  | |
|  | Sägezahn-Schnepfenaale (Serrivomeridae)                                                                   |
|  | |

|  | Schnepfenaale (Nemichthyidae)           |
|  |                                         |
|  | Sägezahn-Schnepfenaale (Serrivomeridae) |
|  |                                         |

|  | \| \| Schnepfenaale (Nemichthyidae) \| \| \| \| \| \| Sägezahn-Schnepfenaale (Serrivomeridae) \| \| \| \| |
|  | |
|  | Flussaale (Anguillidae)                                                                                   |
|  | |
|  | Schnepfenaale (Nemichthyidae)                                                                             |
|  | |
|  | Sägezahn-Schnepfenaale (Serrivomeridae)                                                                   |
|  | |

|  | Schnepfenaale (Nemichthyidae)           |
|  |                                         |
|  | Sägezahn-Schnepfenaale (Serrivomeridae) |
|  |                                         |

|  | \| \| Schnepfenaale (Nemichthyidae) \| \| \| \| \| \| Sägezahn-Schnepfenaale (Serrivomeridae) \| \| \| \| |
|  | |
|  | Flussaale (Anguillidae)                                                                                   |
|  | |
|  | Schnepfenaale (Nemichthyidae)                                                                             |
|  | |
|  | Sägezahn-Schnepfenaale (Serrivomeridae)                                                                   |
|  | |

|  | Schnepfenaale (Nemichthyidae)           |
|  |                                         |
|  | Sägezahn-Schnepfenaale (Serrivomeridae) |
|  |                                         |

|  | \| \| Schnepfenaale (Nemichthyidae) \| \| \| \| \| \| Sägezahn-Schnepfenaale (Serrivomeridae) \| \| \| \| |
|  | |
|  | Flussaale (Anguillidae)                                                                                   |
|  | |
|  | Schnepfenaale (Nemichthyidae)                                                                             |
|  | |
|  | Sägezahn-Schnepfenaale (Serrivomeridae)                                                                   |
|  | |

|  | Schnepfenaale (Nemichthyidae)           |
|  |                                         |
|  | Sägezahn-Schnepfenaale (Serrivomeridae) |
|  |                                         |

|  | \| \| Schnepfenaale (Nemichthyidae) \| \| \| \| \| \| Sägezahn-Schnepfenaale (Serrivomeridae) \| \| \| \| |
|  | |
|  | Flussaale (Anguillidae)                                                                                   |
|  | |
|  | Schnepfenaale (Nemichthyidae)                                                                             |
|  | |
|  | Sägezahn-Schnepfenaale (Serrivomeridae)                                                                   |
|  | |

|  | Schnepfenaale (Nemichthyidae)           |
|  |                                         |
|  | Sägezahn-Schnepfenaale (Serrivomeridae) |
|  |                                         |

|  | \| \| Schnepfenaale (Nemichthyidae) \| \| \| \| \| \| Sägezahn-Schnepfenaale (Serrivomeridae) \| \| \| \| |
|  | |
|  | Flussaale (Anguillidae)                                                                                   |
|  | |
|  | Schnepfenaale (Nemichthyidae)                                                                             |
|  | |
|  | Sägezahn-Schnepfenaale (Serrivomeridae)                                                                   |
|  | |

|  | Schnepfenaale (Nemichthyidae)           |
|  |                                         |
|  | Sägezahn-Schnepfenaale (Serrivomeridae) |
|  |                                         |

|  | \| \| Schnepfenaale (Nemichthyidae) \| \| \| \| \| \| Sägezahn-Schnepfenaale (Serrivomeridae) \| \| \| \| |
|  | |
|  | Flussaale (Anguillidae)                                                                                   |
|  | |
|  | Schnepfenaale (Nemichthyidae)                                                                             |
|  | |
|  | Sägezahn-Schnepfenaale (Serrivomeridae)                                                                   |
|  | |

|  | Schnepfenaale (Nemichthyidae)           |
|  |                                         |
|  | Sägezahn-Schnepfenaale (Serrivomeridae) |
|  |                                         |

## Familien
Die Unterordnung besteht aus fünf Familien und etwa 30 Arten.
- Cyematidae
- Pelikanaale (Eurypharyngidae)
- Einkieferaale (Monognathidae)
- Neocyematidae
- Sackmäuler (Saccopharyngidae)